# Relations entre l'Organisation internationale de la francophonie et l'Union européenne
Les relations entre l'Organisation internationale de la francophonie et l'Union européenne se font notamment au travers de la représentation de la Francophonie auprès de cette dernière.

## Mission et rôle de la Représentation permanente
La Représentation permanente de la Francophonie auprès de l’Union européenne a pour mandat de maintenir et renforcer le dialogue politique de haut niveau entre l’Organisation internationale de la Francophonie et l’Union européenne, le Conseil de l’Europe et le secrétariat des ACP (Afrique, Caraïbe, Pacifique).
Son rôle est aussi d’entretenir  des relations privilégiées avec les acteurs impliqués dans les processus de décision européens, de coordonner les travaux du Groupe des Ambassadeurs francophones à Bruxelles, de nouer des partenariats stratégiques et d’accompagner les initiatives francophones dans la mise en œuvre des programmes communautaires.
La Représentation permanente de la Francophonie auprès de l’Union européenne a aussi pour mission de veiller au respect de la diversité linguistique dont le français, au sein des institutions de l’Union européenne, en valorisant les propositions de la communauté francophone lors de l’élaboration de positions européennes au regard des principaux enjeux qui appellent une réponse internationale concertée

## Liste des Représentants permanents
| Représentant permanent   | Début du mandat    | Fin du mandat | Nationalité | Fonction précédente                                                         |
| ------------------------ | ------------------ | ------------- | ----------- | --------------------------------------------------------------------------- |
| Pietro Sicuro            | Juin 2010          | ?             | québécoise  |                                                                             |
| Xavier Michel            | avant juillet 2014 | Juin 2015     | française   |                                                                             |
| Stéphane Lopez (intérim) | Juin 2015          | Janvier 2016  |             |                                                                             |
| Stéphane Lopez           | Janvier 2016       |               | française   | Vice-Représentant permanent de la Francophonie auprès de l'Union européenne |
| Fatou Isidora Mara Niang | Novembre 2020      | en cours      | sénégalaise |                                                                             |

## Sources

## Compléments